# 巴杜勒

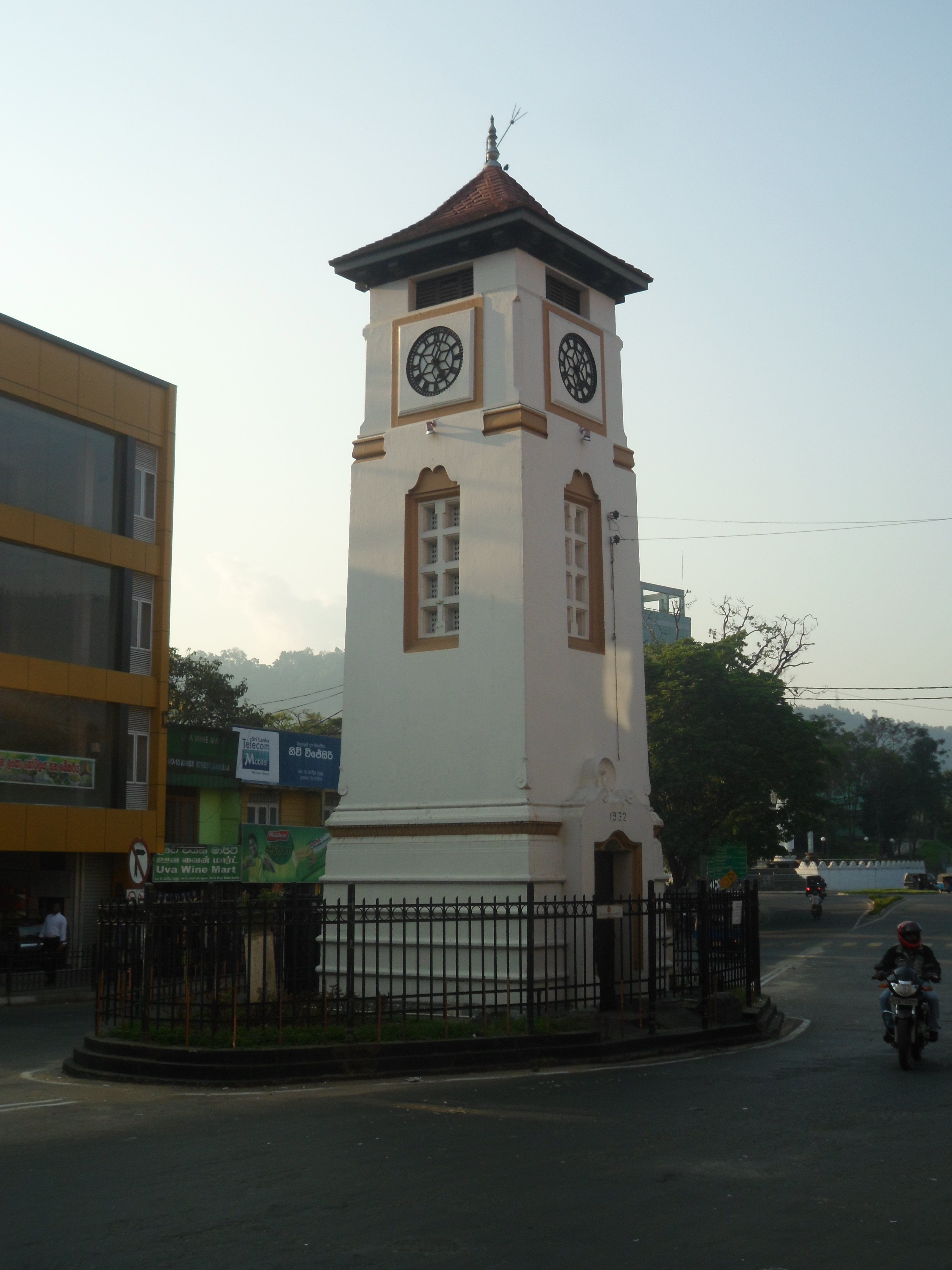
巴杜勒鐘樓

巴杜勒是斯里蘭卡烏沃省的首府，也是巴杜勒區的首府，距離可倫坡約230公里。於2011年時的人口為47,587人；週圍有許多茶園。